# Spökplumpen
Spökplumpen (The Phantom Blot i original) är en Disney-figur som är en av Musse Piggs ärkefiender. Den skapades av Floyd Gottfredson för dagsstrippversionen av Musse Pigg den 22 maj 1939. Serieavsnittet bär titeln "Jakten på Spökplumpen".

## Historik
Spökplumpen är från början en främmande spion iklädd svart kåpa som är kapabel till de mest raffinerade avlivningsmetoder, men han står inte ut med att se offret dö eller pinas. Han bygger därför fällor som får ta livet av hans fiender när han själv är utom synhåll.
Spökplumpen dök bara upp i ett enda äventyr i dagsstrippsserien, men återkom senare i serietidningsversionen, då som en mera traditionell skurk. I Italien återupplivades figuren redan år 1955 i en serie av Romano Scarpa ("Spökplumpens dubbelhemlighet") medan det skulle dröja fram till 1964 innan nästa amerikanska äventyr publicerades ("Spök-plumpens återkomst" av Paul Murry). Allra mest torde han ha förekommit i de Europa-producerade Disneyserierna.
Spökplumpen använder ofta avancerade teknologiska anordningar för att överlista Musse. Han är en av de smartare skurkarna i serien och ofta klarar han sig utan att åka fast. Han har samarbetat med både Björnligan och Svarte-Petter. Han ser ofta ner på dem han arbetar med och ser dem som fotfolk och det är inte ovanligt att han lämnar dem i sticket.
Spökplumpens ansikte har historiskt sett bara synts i undantagsfall –- i hans första äventyr, samt i ett par Italienproducerade äventyr. Dock har han under 2000-talet börjat gå utan sin mask, med ansiktet fullt synligt, i många italienska äventyr.
Bland den svenska publiken ihågkoms Spökplumpen kanske även för sin roll i en populär talskiva (LP) från 1970-talet, där han gäckar Musse Pigg, Långben och kommissarie Karlsson.[källa behövs]
Spökplumpen har medverkat i TV-serierna Ducktales, Musses verkstad, Hos Musse och Musse Pigg.